# Kristy McNichol
Christina Ann "Kristy" McNichol (Los Angeles, 11 september 1962) is een Amerikaans voormalig actrice en kindster. Ze was voornamelijk bekend door haar rol van "Buddy" Lawrence in Family en door haar optreden in de sitcom Empty Nest.

## Biografie
McNichol werd geboren als de jongere zus van Jimmy McNichol. Ze begon haar carrière als actrice al op 6-jarige leeftijd, toen ze in verscheidene reclamespotjes te zien was. Na in 1973 een gastrol te hebben gehad in Love, American Style, maakte ze haar doorbraak toen ze in 1974 een vaste rol in de televisieserie Apple's Way kreeg. De dramaserie werd echter in 1975 al stopgezet. In datzelfde jaar was haar eerste optreden in ABC Afterschool Special, met een rol in de aflevering Fawn Story.
In 1976 kreeg McNichol de hoofdrol in de jeugdfilm The Bad News Bears, maar werd op het laatste moment vervangen door de Oscarwinnende Tatum O'Neal. Wel was ze in dat jaar te zien in afleveringen van verscheidene televisieseries, zoals Starsky and Hutch en The Bionic Woman. Ook verscheen ze opnieuw in een aflevering van ABC Afterschool Specials, ditmaal als de 12-jarige Nina in Me and Dad's New Wife.
Hoewel ze niet de rol in The Bad News Bears kreeg, maakte McNichol toch haar grote doorbraak in 1976, toen ze de rol van Letitia 'Buddy' Lawrence in de dramaserie Family kreeg. Deze rol bleef ze spelen tot de laatste aflevering in 1980. Hiervoor werd ze in 1977, 1978, 1979 en 1980 genomineerd voor een Emmy Award. Deze won ze in 1977 en 1979. Ook kreeg ze nominaties voor een Golden Globe en een Young Artist Award. De serie werd een groot succes en gaf McNichol een status als tieneridool.
In 1977 was ze tegenover onder andere Ken Berry en Hope Lange te zien in de televisiefilm The Love Boat II. Dit resulteerde in hetzelfde jaar in de televisieserie The Love Boat. Ook hier kreeg ze een gastrol in, maar dan in een andere rol. Ook maakte ze haar laatste gastoptreden in ABC Afterschool Specials, in de aflevering The Pinballs.
Door het succes van Family, kreeg McNichol de mogelijkheid naar variatie te zoeken in haar carrière. Zo bracht ze in 1978 samen met haar broer het album Kristy & Jimmy McNichol uit, dat onder andere de single "He's so fine" bevatte. Om hun album te promoten, bezochten ze Studio 54, waar ook andere grootheden zoals Brooke Shields aanwezig waren.
In 1978 was McNichol tegenover onder andere Burt Reynolds, Dom DeLuise, Sally Field, Joanne Woodward en Myrna Loy te zien in de komedie The End. Ook had ze in dat jaar hoofdrollen in de televisiefilms Like Mom, Like Me en Summer of My German Soldier. In 1979 volgde My Old Man.
Nadat Family in 1980 werd stopgezet, begon McNichol zich te richten op een filmcarrière. Zo was ze tegenover Tatum O'Neal te zien in de succesvolle tienerfilm Little Darlings (1980). Voor haar rol in de film kreeg ze opnieuw een Young Artist Award-nominatie. Ook speelde ze samen met haar broer Jimmy de hoofdrol in de televisiefilm Blinded by the Light (1980). Een jaar later was ze tegenover Dennis Quaid te zien in The Night the Lights Went Out in Georgia (1981).
Hierna was McNichol te zien in Only When I Laugh (1981). Hoewel de film gemengde kritieken kreeg, werd McNichol geprezen voor haar rol. Zo werd ze genomineerd voor een Golden Globe en won ze een Young Artist Award. Ze speelde wederom een hoofdrol in de film White Dog (1982) van Samuel Fuller. De film werd echter in de Verenigde Staten te controversieel gevonden en beleefde daarom zijn première in Europa. Een andere tegenvaller in haar carrière was toen ze tegenover Christopher Atkins te zien was in The Pirate Movie. De film werd een grote flop en McNichol werd genomineerd voor een Razzie Award.
Tijdens de opnamen van haar volgende film Just the Way You Are (1984) kreeg ze voor het eerst te maken met manisch depressiviteit. De opnamen moesten een jaar lang gestaakt worden. Hoewel ze de film afmaakte, daalde haar populariteit bij de producenten omdat haar gezondheid een risico vormde. Ze kreeg eerder miljoenen dollars aangeboden voor rollen, maar was nu nog enkel te zien in B-films.
In 1985 was McNichol te zien in Love, Mary, een televisiefilm die dyslexie als thema heeft. Een jaar later was ze te zien in de geflopte thriller Dream Lover en speelde ze tegenover Susan Sarandon in de televisiefilm Women of Valor.
Na een bijrol in de low-budgetfilm You Can't Hurry Love (1988), een bijrol in Two Moon Junction (1988) en een gastrol in Murder, She Wrote, kreeg McNichol een rol in de sitcom Empty Nest, een spin-off van The Golden Girls. Ze verliet de serie tijdens het vijfde seizoen toen er opnieuw bipolaire stoornis bij de actrice werd geconstateerd. Alleen in de allerlaatste aflevering van de serie, in 1995, keerde ze eenmalig terug.
Tijdens haar periode bij Empty Nest, bleef McNichol werkzaam in voornamelijk B-films en televisiefilms. Nadat ze uit de serie stapte in 1992 wegens dat ze leed aan Bipolaire stoornis, ging ze met pensioen. Ze keerde in 1997 terug voor een gastrol in Extreme Ghostbusters en sprak in 1998 haar stem in voor de kortdurende animatieserie Invasion America.